# Georg von Carlowitz (Offizier)

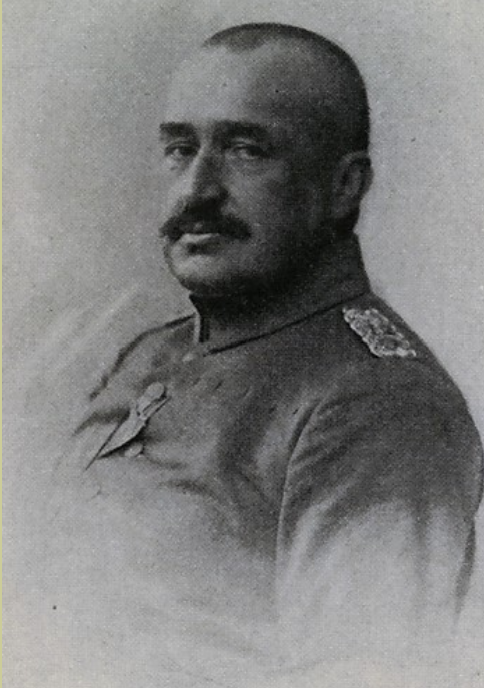
Georg von Carlowitz

Georg Anton von Carlowitz (* 15. Dezember 1866 in Dresden; † Woorke bei Patzig 9. Dezember 1945) war ein sächsischer Offizier und Kommandeur des Militär-St.-Heinrichs-Ordens.

## Leben

### Herkunft und Familie
Georg von Carlowitz entstammte der Linie Falkenhain des sächsischen Uradelsgeschlecht derer von Carlowitz. Er war Sohn des Hans Anton von Carlowitz und dessen zweiter Ehefrau Marie von Treitschke, Tochter des sachsischen Generalleutnants Eduard Heinrich von Treitschke. Georg hatte drei Geschwister. Er hatte einen gleichnamigen Sohn.

### Militärische Karriere
Georg von Carlowitz trat am 28. Oktober 1886 als Fähnrich in die sächsische Armee, genauer der 4. Kompanie des 1. Königlich-Sächsischen Jäger-Bataillon Nr. 12 ein. Am 27. September 1887 erfolgte unter Versetzung in das 3. Königlich-Sächsische Jäger-Bataillon Nr. 15 seine Beförderung zum Leutnant. Nach mehrjähriger Verwendung im Bataillon wurde er unter Beförderung zum Oberleutnant am 18. September 1893 in die 10. Kompanie des 10. Infanterie-Regiment Nr. 134 versetzt. 1896 wurde er als Assistent zur Infanterie-Schießschule in Spandau verwendet. Am 29. März 1900 wurde er zum Hauptmann befördert und als Kompaniechef der 3. Kompanie in das 2. Königlich-Sächsische Jäger-Bataillon versetzt. Er wurde die weiteren Jahre als Kompanieoffizier verwendet. Am 24. September 1910 wurde er zum Major befördert und als etatsmäßiger Stabsoffizier dem Stabe des 1. Königlich Sächsischen Jäger-Bataillon Nr. 12 zugeteilt. 1912 wurde er Bataillonskommandeur des I. Bataillons im Königlich-Sächsischen Infanterie-Regiment Nr. 182 unter dem Oberst Franz Francke in Freiberg ernannt.

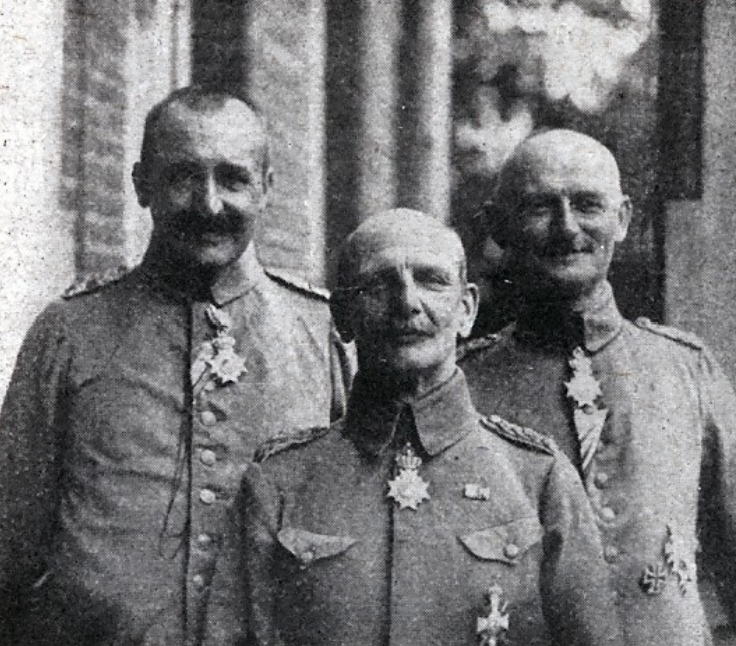
Georg von Carlowitz (links) nach Verleihung des Kommandeurkreuzes II. Klasse des Militär-St.-Heinrichs-Ordens

Nach Ausbruch des Ersten Weltkrieges wurde er am 2. August 1914 zum Bataillonskommandeur des 1. Königlich-Sächsischen Jäger-Bataillons Nr. 12 ernannt und rückte mit diesem Verband an die Front. Sein Bataillon lag im Herbst 1914 in einem exponierten Stellungsabschnitt bei Auberive in der Champagne. Die Stellung war täglich schwerem Beschuss ausgesetzt und wurde in der ersten Zeit bei kaum ausgebauten Gräben vielfach angegriffen, so vor allem am 30. September 1914. Auch am 26. September unterstützte das Bataillon unter schwierigen Verhältnissen wirksam einen Angriff der 47.- Reserve-Brigade. Während dieser ganzen Zeit konnte er sich deutlich auszeichnen und wurde deshalb am 30. November 1914 mit dem Ritterkreuz des Militär-St.-Heinrichs-Ordens ausgezeichnet. Am 20. August 1915 wurde er zum Oberstleutnant befördert. Er war noch bis zum 19. Oktober 1915 Bataillonskommandeur und wurde durch Kurt von Einsiedel ersetzt. Schon am nächsten Tag, dem 20. Oktober 1915, wurde er Regimentskommandeur des Reserve-Infanterie-Regiment Nr. 103. Er leitete am 6. Dezember des Jahres noch einen Sturm gegen den Givet-Wald. Durch den Sturm wurde die Einbuchtung der deutschen Stellung östlich der Straße St. Hilaire le grand - Souplet beseitigt. Im Januar 1916 rückte er mit seinem Regiment zum Märchenwald, wo er sich über mehrere Monate im Gefecht mit französischen Truppen befand. Im Juli wurde er mit seinem Regiment dann an die Somme geschickt, wo er sich an den Gefechten an der Schlacht an der Somme beteiligte. Er war als Abschnittskommandeur des vielumkämpften Abschnittes Monacu Ferme—Clery bei der 23. Reserve-Division in vorderster Linie eingesetzt. Er befand sich an äußerst wichtiger und dauernd stark bedrohter Stelle. Es ist ihm trotz schwersten feindlichen Feuers mit seinem Regiment gelungen, sowohl in der Schlacht am 30. Juli einen von überlegenen französischen Kräften geführten Großangriff abzuschlagen, als auch am 2. August mehrere mit starken Kräften angesetzte Teilangriffe gegen seine Stellung an der Monacu Ferme abzuwehren. Er wurde deshalb am 28. August 1916 mit dem Kommandeurkreuz II. Klasse des Militär-St.-Heinrichs-Ordens, der höchsten Auszeichnung des Königreich Sachsen, ausgezeichnet. Nach einiger Ruhezeit u. a. bei der Lorettohöhe wurde er mit seinem Regiment ab dem 12. September 1916 erneut an der Schlacht an der Somme eingesetzt. Zunächst in der Reserve verwendet kämpfte er ab dem 10. Oktober beim St. Pierre-Vaast-Walde. Inmitten der schweren Kämpfe wurde er am 30. Oktober mit dem Ritterkreuz des Hausordens von Hohenzollern ausgezeichnet. Am 5. November konnte er mit seinem Regiment schließlich durch einen Sturm 12 Offiziere und 800 Mannschaften gefangen nehmen. König Friedrich August III. sendete ihm in den nächsten Tagen eine Telegramm: 
„Oberstleutnant v. Carlowitz, Res.I.R. 103. Freue mich, durch Ihr Telegramm von den schweren Kämpfen des Regiments Kenntnis erhalten zu haben. Ich spreche dem Regiment meine volle Anerkennung für diesen Beweis heldenmütiger Todesverachtung aus und danke ihm herzlich für seine prächtige Haltung. Friedrich August.“ 
Nach Verwendung bei Soissons war er mit seinem Regiment ab dem 20. Dezember 1916 bei Verdun stationiert. Am 28. Januar 1917 wurde er schließlich als Regimentskommandeur abgelöst und zum neuen Kommandeur des Jäger-Regiments Nr. 10 in Mazedonien ernannt. Er war mit seinem Verband ab April 1917 bei der Vardar stationiert und wurde die nächsten Monate in zahlreichen Kampfgeschehen verwendet. Im Oktober 1918 zog er mit seinem Regiment (nun zum Oberst befördert) nach Österreich-Ungarn, wo seine Bataillone mit dem Donauschutz beauftragt wurden. Am 30. Oktober wurde er schließlich zu den Offizieren von der Armee versetzt und dem stellvertretenden Generalkommando des XII. (I. Königlich Sächsisches) Armee-Korps überwiesen. Er schied nach der Novemberrevolution aus dem aktiven Heeresdienst aus. In der Nachkriegszeit widmete er sich seinem 500 Hektar großem Gut Falkenhain. 1928 gründete er in Wurzen einen Jagdverein, mit dem Ziel alle Eigenjagdberechtigten, Jagdvorstände, Jagdpächter und Jäger in Wurzen zusammenzufassen. Er war zudem Mitglied des sächsischen Altertumsvereins.